# Goran Bregović
 (juillet 2018).
Si vous disposez d'ouvrages ou d'articles de référence ou si vous connaissez des sites web de qualité traitant du thème abordé ici, merci de compléter l'article en donnant les références utiles à sa vérifiabilité et en les liant à la section « Notes et références ».

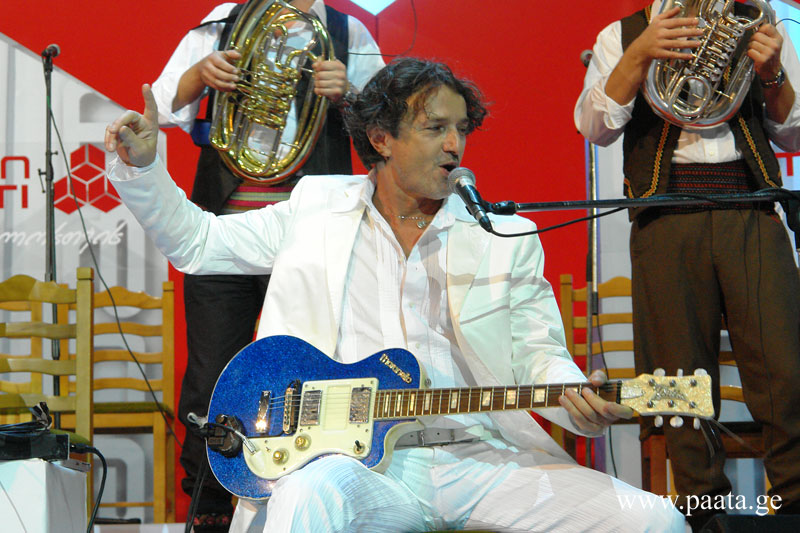
Goran Bregović en concert à Tbilissi (Géorgie) en 2007.

Goran Bregović est un compositeur et musicien bosnien (d'abord yougoslave jusqu'en 2003), né le 22 mars 1950 à Sarajevo. Il possède également la nationalité française et la nationalité serbe.
Il est surtout connu pour ses musiques de film, notamment pour sa collaboration avec Emir Kusturica.

## Biographie
Goran Bregović est né le 22 mars 1950, à Sarajevo, d'une mère serbe et d'un père croate. Le père de Goran était officier dans l'Armée populaire yougoslave. Après la séparation de ses parents, il va vivre avec sa mère à Sarajevo. Après quelques années de violon au conservatoire, il fonde son premier groupe à 16 ans : Bijelo dugme (le Bouton blanc). Pour faire plaisir à ses parents, il poursuit néanmoins des études de philosophie et de sociologie. Il serait sans doute devenu enseignant si le succès de son premier disque n’en avait décidé autrement.
Goran Bregović joue de la guitare et devient une rock-star en Yougoslavie. Avec son groupe Bijelo dugme, il produit 13 albums en quinze ans, vendus au total à 6 millions d’exemplaires. Dans les années 1970, il rencontre Emir Kusturica, cinéaste amateur et bassiste dans un groupe punk.
À la fin des années 1980, lassé de son statut de rock star, le musicien réalise son rêve d'enfant en achetant une maison sur la côte adriatique. C’est là qu’il compose la bande originale du troisième film d’Emir Kusturica, Le Temps des Gitans (1990). Ceci marque le début d’une collaboration réussie. Il signera ainsi les bandes originales de Arizona Dream (1993) et Underground (1995). Après avoir travaillé, entre autres, pour Patrice Chéreau sur La Reine Margot et Radu Mihaileanu sur Train de vie, Goran Bregović décide de se consacrer principalement à l’interprétation de sa propre musique. Toutefois, il n’abandonne pas totalement la musique de film, puisque son coup de cœur pour Le Lièvre de Vatanen de Marc Rivière l’amène à en composer la bande originale et la chanson du film.
Son premier concert en France a lieu en 1998 à l'Olympia.
En juin 2005, après avoir reformé avec succès son ancien groupe Bijelo dugme pour une série de concerts dans trois capitales de pays issus de l'ex-Yougoslavie, il a repris la route en 2006 avec son Orchestre des mariages et enterrements, avec lequel il sillonne l’Europe depuis le milieu des années 1990.
Cette grande tournée internationale l’entraînera d'abord en Belgique, où il donne, à la demande de P&V, et sur invitation du producteur d'événements belge Marc Lerchs, un concert le 26 octobre 1995 à Forest National, qui rassemble quelque 7 500 spectateurs, avec ses 180 musiciens sur scène : l'orchestre symphonique Bell'Arte de Paris sous la direction de Bojan Sudjic, chef de l'orchestre de la Radio de Belgrade, 40 choristes du Chœur Symphonique de Paris préparés par le maestro Xavier Ricour, 4 solistes des Voix Bulgares et sa propre dizaine de musiciens. Il ira ensuite jusqu’au Mexique et aux États-Unis en 2007. Il travaille aussi sur deux projets, dont un commandé par le Musikfest Bremen (Célébrations musicales de Brême) qui sera sa vision d’Orfeo de Monteverdi (sortie initialement prévue en septembre 2007).
Le style musical de Goran Bregović (au moins depuis la fin des années 1980) est basé sur un mélange entre des courants musicaux extrêmement divers : musique traditionnelle des Balkans, rock, pop, musique classique et religieuse, reggae, tango, musique électronique, etc. Il a collaboré avec de nombreux musiciens et chanteurs de pays très divers, parmi lesquels Iggy Pop, Cesária Évora, Ofra Haza, la Polonaise Kayah, les Italiens Modena City Ramblers, les Corses Chjami Aghjalesi, Eugène Hütz, leader du groupe gypsy punk Gogol Bordello, etc.
Son succès, à partir des années 1980 et surtout 1990, a contribué à susciter l'intérêt pour la musique balkanique en Europe de l'Ouest.
Il a épousé Djenana Bregović et ils ont 3 filles prénommées Ema, Una, et Lula.
Au concours Eurovision de la chanson 2008 qui a lieu à la Belgrade Arena, il assure l'intermède au cours de la finale. L'année suivante, la Radio Télévision de Serbie choisit Bregović afin de composer la chanson représentant la Serbie au concours Eurovision de la chanson 2010. Le chanteur se nomme Milan Stanković et la chanson Ovo je Balkan.
En 2013, lors de sa tournée en Asie-Pacifique, Bregović donne des concerts où seulement la moitié des cuivres sont présents sur scène. L'autre moitié, notamment la basse et les percussions, ont été pré-enregistrées et sont jouées depuis son ordinateur.
Le 22 et le 23 mars 2018, il se produit avec son orchestre pour des mariages et des enterrements à la Salle Pleyel à Paris.
Bregovic poursuit à l'été 2024 une tournée (Ajaccio, Mazères) avec cet ensemble de 8 musiciens soutenus par des séquences enregistrées et diffusées par son ingénieur du son qui réduisent la spontanéité des musiciens sur scène.   

## Filmographie

### Comme compositeur

#### Cinéma
- 1977 : Butterfly Cloud (Leptirov oblak)
- 1979 : Personal Affairs (Licne stvari)
- 1986 : Bjelo dugme petkom u 22
- 1988 : Le Temps des Gitans (Dom za vesanje)
- 1989 : Kuduz
- 1990 : Silent Gunpowder (Gluvi barut)
- 1991 : The Serbian Girl (Das Serbische Mädchen)
- 1991 : Charuga (Caruga)
- 1991 : The Little One (Mala)
- 1993 : La Nuit sacrée
- 1993 : Le Nombril du monde
- 1993 : Arizona Dream
- 1993 : Toxic Affair
- 1994 : La Reine Margot
- 1995 : Underground
- 1996 : Les Mille et Une Recettes du cuisinier amoureux (Shekvarebuli kulinaris ataserti retsepti)
- 1997 : Le Baiser du serpent (The Serpent's Kiss)
- 1997 : XXL
- 1998 : Train de vie
- 1999 : The Lost Son
- 1999 : Tuvalu
- 2000 : L'Été de mes 27 baisers (27 Missing Kisses)
- 2000 : Je li jasno prijatelju?
- 2002 : Music for Weddings and Funerals (Musikk for bryllup og begravelser)
- 2004 : 8/2000: Pecado, redención, gloria
- 2005 : Libero
- 2005 : Days of Abandonment (I Giorni dell'abbandono)
- 2006 : The Border Post (Karaula)
- 2006 : Le Lièvre de Vatanen
- 2007 : Letete s Rossinant
- 2011 : Baikonur

#### Télévision
- 1976 : Jagosh and Bleki (Jagos i Ugljesa) (téléfilm)
- 1990 : The Student of Prague (Praski student) (mini-série)
- 1991 : Sarajevske price (série télévisée)
- 1995 : Bila jednom jedna zemlja (série télévisée)
- 1997 : Mesecev skok (téléfilm)
- 1999 : Schmutzige Hände (téléfilm)
- 2000 : Maria: Daughter of Her Son (Maria, figlia del suo figlio) (téléfilm)
- 2000 : József és testvérei (téléfilm)

### Comme acteur
- 1986 : Bjelo dugme petkom u 22 (téléfilm) : Brega
- 2002 : Music for Weddings and Funerals (Musikk for bryllup og begravelser) : Bogdan
- 2005 : Days of Abandonment (I Giorni dell'abbandono) : Daniel

## Discographie

### Bandes originales de films
- 1989 : Kuduz (Diskoton)
- 1989 : Le Temps des Gitans (Diskoton, Kamarad, Polygram, Komuna)
- 1993 : Toxic Affair (Polygram / Universal)
- 1993 : Arizona Dream (Polygram / Universal)
- 1994 : La Reine Margot (Polygram / Universal)
- 1995 : Underground (Polygram / Universal)
- 1995 : Les mille et une recettes du cuisinier amoureux (Kamarad)
- 2000 : Tuvalu avec Jürgen Knieper (United One Records)
- 2005 : I giorni dell'abbandono avec Carmen Consoli
- 2006 : Le Lièvre de Vatanen (Polygram / Universal)
- 2008 : Mustafa (Sony)

### Compilations
- 1996 : P.S. (Komuna)
- 1998 : Ederlezi (Polygram / Universal)
- 1999 : Magic Book (Bravo)
- 2000 : Songbook (Polygram / Universal)
- 2000 : Music for Films (Polygram / Universal)
- 2009 : Welcome to Bregović (Wrasse Records)

### Autres albums
- 1976 : Goran Bregović (PGP RTB)
- 1991 : Paradehtika avec Álkistis Protopsálti (Polydor)
- 1997 : Düğün ve Cenaze avec Sezen Aksu (Raks Müzik)
- 1997 : Thessaloniki - Yannena with two canvas shoes avec Georges Dalaras (Minos-EMI)
- 1998 : Silence of the Balkans, live à Thessalonique (Mercury)
- 1998 : Irish Songs (Mercury)
- 2000 : Kayah & Bregović avec Kayah (ZIC-ZAC)
- 2000 : Balkanica avec Athens Symphony Orchestra (FM Records)
- 2001 : Kris & Goran (ou Daj mi drugie życie) avec Krzysztof Krawczyk (BMG Poland, Rada)
- 2002 : Tales and Songs from Weddings and Funerals (Mercury)
- 2007 : Karmen with a Happy End (Mercury)
- 2009 : Alkohol - Śljivovica & Champagne (Mercury)
- 2012 : Ederlezi x Four (FM Records)
- 2013 : Champagne for the Gypsies (Mercury)
- 2017 : Three Letters From Sarajevo (Opus 1) (Mercury)
- 2018 : Three Letters From Sarajevo (Opus 2)